# 21 وأكثر
21 وأكثر (بالإنجليزية: 21 & Over)‏ هو فيلم كوميدي أمريكي صدر عام 2013. الفيلم من تأليف وإخراج جون لوكاس وسكوت مور وبطولة جوستين تشون ومايلز تيلر وسكايلر أوستن وسارة رايت.

## القصة
يستعد جيف للاحتفال بعيد ميلاده الواحد والعشرين، وتبدو كل الأمور طبيعية. ولكن كل الترتيبات والتجهيزات تتعقد عندما يفاجأ بزيارة صديقيه كايسي وميلر، حيث يريدوا أن يأخذوا صديقهم جيف تشانغ للخارج للاحتفال بعيد ميلاده الـ 21.
ولكن الأمور تسير خلافًا لما هو متوقع، وتنقلب الليلة البريئة إلى أمسية صاخبة، وينقلب النظام إلى فوضى عارمة، ويتعرض الأصدقاء لسلسلة من المفارقات، ويخرجون عن نطاق السيطرة. وتزيد الأمور تعقيدًا مع دخول العنصر النسائي، ويتعرض مستقبل الطالب المثالي للخطر، وخصوصًا أنه على موعد مع اختبار طبي في الجامعة في الصباح الباكر.

## طاقم التمثيل
- جستين تشون: جيف تشانغ
- مايلز تيلر: ميلر
- سكايلر أوستن: كايسي
- سارة رايت: نيكول
- فرانسوا تشاو: تشانغ والد جيف
- جوناثان كيلتز: راندي
- دانيال بوكو: جوليان
- سامانثا فوترمان: سالي هوانغ
- داستن يبارا: بي جي بريل
- كريستيان كاستيلانوس: جوميز

## الإنتاج
كاتبا ومخرجا الفيلم جون لوكاس وسكوت مور هم من كتبوا فيلم صداع الكحول The Hangover

### التصوير
كان من المقرر أن يبدأ تصوير الفيلم في 22 سبتمبر 2011 في جامعة واشنطن، وصدر الفيلم في 1 مارس 2013.

### النسخة الصينية
تمت إضافة بعض المشاهد الإضافية في النسخة الصينية
.
النسخة الصينية تحكي قصة شاب صيني يغادر بلاده سعيًا وراء التعلم، ويتعرض للإغواء والانحراف من قبل الطلاب الأمريكيين. ويقاوم المغترب نوازع النفس وإغراء الانفتاح الأمريكي، ويعود إلى الصين بصورة أفضل.

## وصلات خارجية
- 21 وأكثر على موقع IMDb (الإنجليزية)
- 21 وأكثر على موقع ميتاكريتيك (الإنجليزية)
- 21 وأكثر على موقع روتن توميتوز (الإنجليزية)
- 21 وأكثر على موقع نتفليكس (الإنجليزية)
- 21 وأكثر على موقع قاعدة بيانات الأفلام العربية
- 21 وأكثر على موقع ألو سيني (الفرنسية)
- 21 وأكثر على موقع Turner Classic Movies (الإنجليزية)
- 21 وأكثر على موقع أول موفي (الإنجليزية)
- 21 وأكثر على موقع بوكس أوفيس موجو (الإنجليزية)
- 21 وأكثر على موقع فيلمافينيتي (الإسبانية)